# Manuel Fernández Rojo
Manuel Fernández Rojo (1780, Villa de Culiacán, Sonora y Sinaloa, México –  octubre de 1834, Culiacán, Sinaloa, México) gobernador intendente de las Provincias de Sonora y Sinaloa. 

## Biografía
Nació en Villa de Culiacán por 1780, era hijo de Francisco Fernández y de Juana Alcalde y hermano del anterior. Hizo sus estudios profesionales de abogado y en 1816 llegó a la ciudad de Arizpe con nombramiento de teniente letrado asesor del Gobierno de las citadas provincias. Por orden del virrey Juan Ruiz de Apodaca se hizo cargo del gobierno el 1 de agosto de 1818 y lo ejerció hasta diciembre en que volvió a su puesto. En 1819 fue retirado de la asesoría por disposición del citado virrey porque se encontraba separado de su esposa y concluyó por perder el empleo. Alcalde constitucional de Culiacán en 1823. Al año siguiente fue diputado al Congreso General y en 1826 desempeñó igual cargo en la Legislatura Local. Magistrado del Tribunal de Occidente en 1828; en 1831 fue designado 3.er Magistrado del Supremo Tribunal de Justicia del Estado de Sinaloa cuyo puesto desempeñaba al morir en octubre de 1834.